# ペシ岬

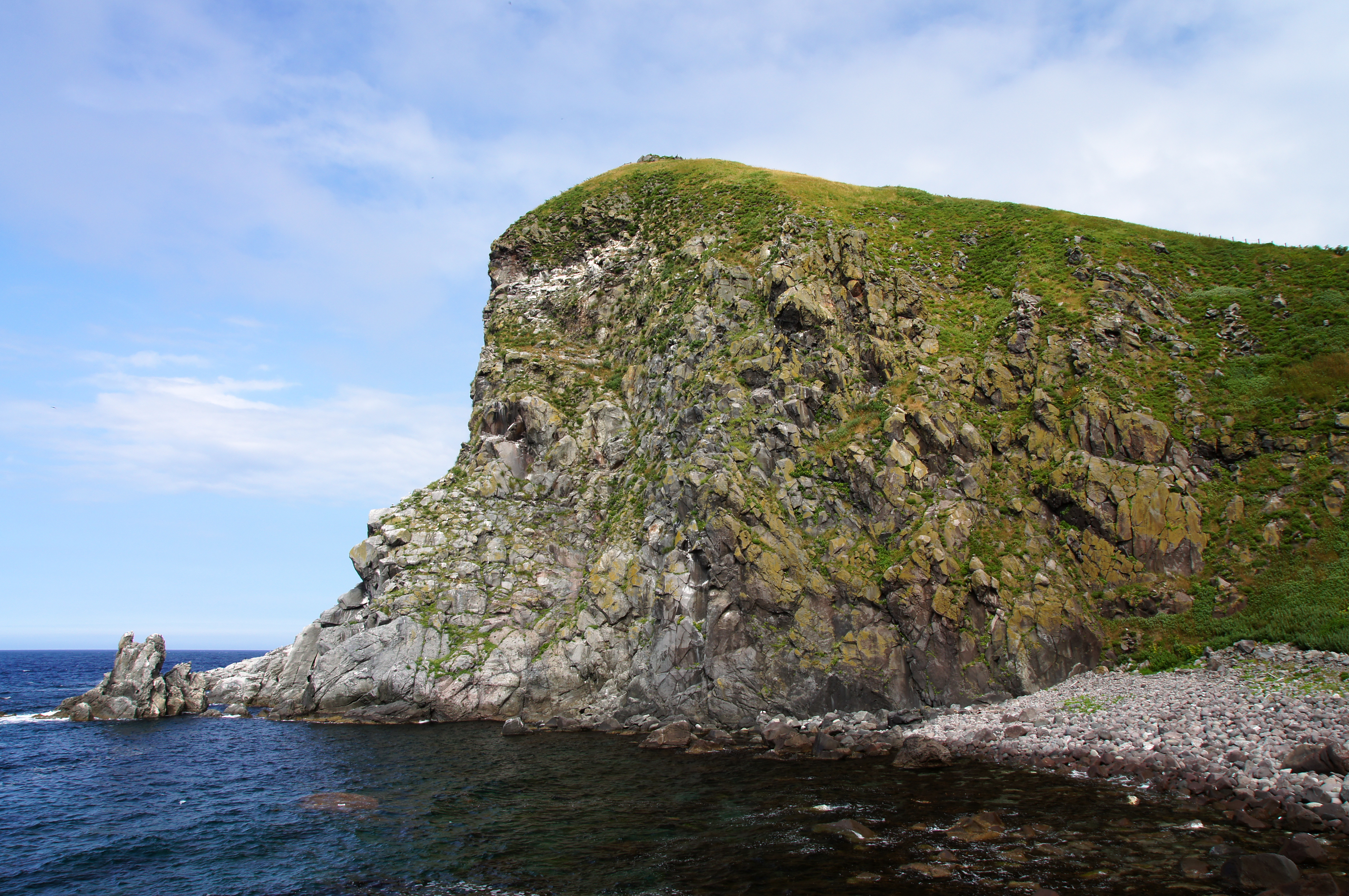
岬先端（北西側）

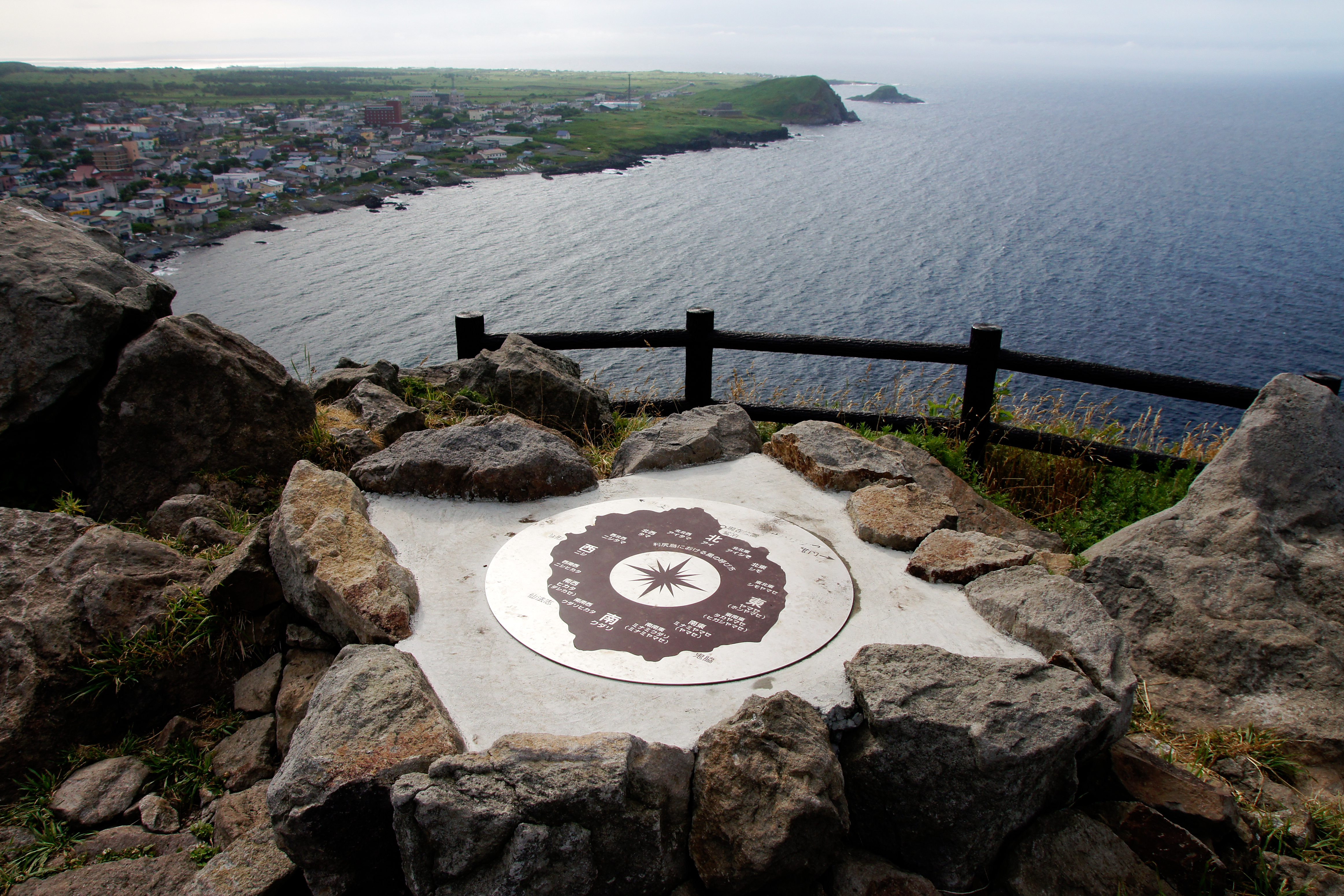
ペシ岬展望台

ペシ岬（ペシみさき）は、北海道の利尻島にある岬。

## 概要
北海道利尻富士町の鴛泊港の北側に位置する標高93メートルの岩山の岬である。岬の先端近くの最高部には一等三角点と展望台「ペシ岬展望台」が設けられており、そこから日本海と礼文島、鴛泊港、利尻山、北海道本島を望むことができる。展望台から岬の先端側に下ったところに白亜の鴛泊灯台が設けられてることから、地元では「灯台山」の通称がある。岬の遊歩道は2コース設けられており、頂上に上るコースの途中には会津藩士の墓碑が立つ鴛泊ペシ岬広場がある。

## 施設
- 鴛泊灯台
- ペシ岬展望台
- 鴛泊ペシ岬広場
  - 会津藩士墓碑（三基）
    - 樋口源太僕孫吉墓 大沼郡高田村所生 文化五年戊辰七月二十四日 利尻詰梶原隊二〇〇石外様士
    - 渡部左右秀俊墓 文化五年戊辰七月十六日 利尻詰か
    - 丹羽織之丞僕茂右衛門墓 河沼郡駒板村所生 文化五年戊辰七月十二日 樺太詰軍艦四〇〇石軍事奉行
- ペシ岬海岸遊歩道
  - ペシ岬海岸展望台

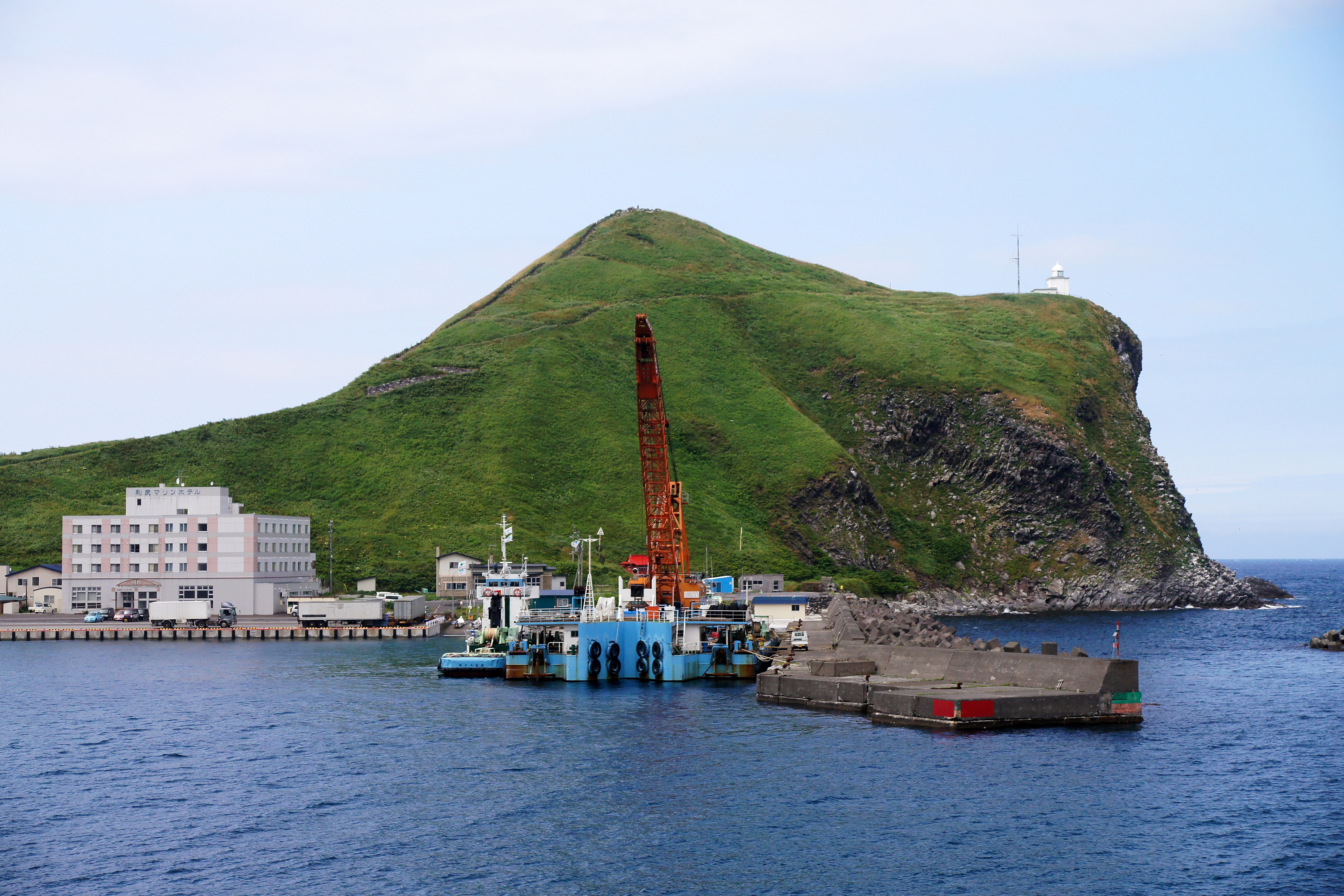
南東側
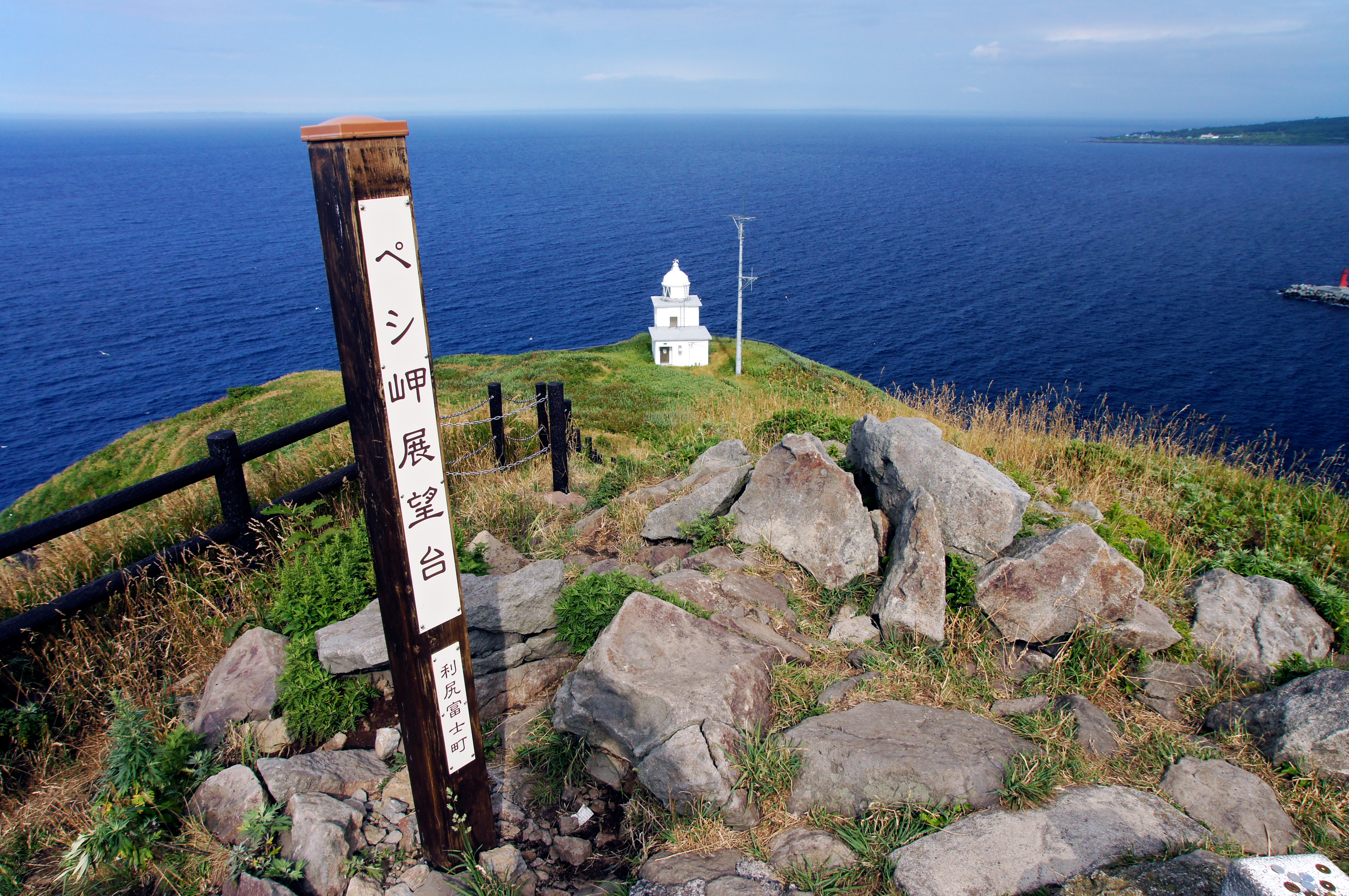
ペシ岬展望台

## 所在地・交通アクセス
- 所在地  - 〒097-0101 北海道利尻郡利尻富士町鴛泊
- 交通アクセス - 鴛泊港フェリーターミナルから 徒歩10分で遊歩道入り口、そこから徒歩20分で展望台。